# Rheotanytarsus thailandensis
Rheotanytarsus thailandensis är en tvåvingeart som beskrevs av Moubayed 1991. Rheotanytarsus thailandensis ingår i släktet Rheotanytarsus och familjen fjädermyggor.
Artens utbredningsområde är Thailand. Inga underarter finns listade i Catalogue of Life.